# 魯淑
魯 淑（ろ しゅく）は、中国三国時代の呉の武将。本貫は徐州下邳国東城県。

## 生涯
『三国志』呉書に伝のある魯粛の遺腹の子。壮年にして濡須督の張承から、自身と同じ職に至るだろうと評価された。
永安年間（258年 - 264年）に昭武将軍・都亭侯・武昌督となる。建衡年間（269年 - 271年）に仮節を授かり、夏口督に移った。任地にあっては厳整で、地方を正す才を有していた。
鳳凰2年（273年）7月、西晋の領地である弋陽を包囲したが、王渾によって撃ち破られた。
鳳凰3年（274年）に死去。子の魯睦が爵位と兵馬を継いだ。